# Joseph Antz
Joseph Antz (* 19. Februar 1880 in Waldhölzbach; † 18. April 1960 in Bonn) war ein deutscher Pädagoge an der Pädagogischen Akademie Bonn und katholischer Schriftsteller.
In der Weimarer Republik wurde Antz nach einer Volksschullehrerausbildung und Studium als katholischer Publizist bekannt. Er gehörte zur Bewegung für Heimvolkshochschulen, die von der Jugendbewegung inspiriert war. Früh wandte er sich als Christ und Pazifist gegen den Nationalsozialismus.
1927 wurde Antz zum Professor für Deutsch und Praktische Pädagogik an der neuen katholischen Pädagogischen Akademie Bonn berufen, doch 1933 vom NS-Staat beurlaubt und 1934 zwangspensioniert. 1945 berief ihn die Besatzungsmacht in der Verwaltung der neuen Provinz Nordrhein zum Leiter des Referats „Lehrerbildung“ für den Aufbau der neuen Volksschullehrerbildung im Rheinland, die er bis zum Tod beeinflusste.
Antz gründete 1951 die Friedrich-Wilhelm-Foerster-Gesellschaft mit, die gegen neue nationalistische Positionen auftrat. Er forderte 1946/47 die Anknüpfung an die konfessionelle Tradition der Pädagogischen Akademie, nicht aber eine weltanschaulich neutrale, universitäre Ausbildung der Lehrer. Er wollte einen christlichen Humanismus nach der Bedrängung des Christentums durch den Nationalsozialismus begründen und einen Mangel an historisch-politischer Bildung im breiten Volk abstellen. 1947 gründete er die bis heute bestehende Fachzeitschrift Pädagogische Rundschau.
Antz befasste sich von früh an mit Leseförderung auf christlicher Grundlage. Er gab das erfolgreiche Lesebuch „Die gute Saat“ (Westermann-Verlag) mit heraus.

## Schriften
- Heiliges Erbe. Christliches Hausbuch der Familie, 1940 u. ö.
- Führung der Jugend zum Schrifttum, Paderborn 1927 (neue Ausgabe 1950 u. ö. – Digitalisat).
- mit Franz Pöggeler: Friedrich Wilhelm Foerster und seine Bedeutung für die Pädagogik der Gegenwart. Festschrift zur Vollendung des 85. Lebensjahres von Prof. Dr. phil. theol. h. c. Friedrich Wilhelm Foerster am 2. Juni 1954, Henn-Verlag, Ratingen 1955.
- Überlieferung und Neubeginn. Festgabe für Joseph Antz, 1957.
- Otto Willmann: Kleine pädagogische Schriften. Besorgt von Joseph Antz und Eugen Schoelen. Paderborn: Schöningh 1959.